# 极值组合学
极值组合数学是组合数学的一个领域，它本身就是数学的一部分。极值组合数学研究有限对象（数字、图形、向量、集合等）的集合在满足某些限制的情况下可以有多大或多小。
极值组合数学大部分都与集合类有关；这就是所谓的极值集合论。例如，在一个n元素集合的子集中，可以成对相交的k元素子集的最大数量是多少？最多能选取有多少个没有包含关系的子集？后一个问题由Sperner 定理回答，最大数量为{\displaystyle {\binom {n}{\lceil {\frac {n}{2}}\rceil }}}，该定理推动了极值集合论的发展。
另一种例子：一个聚会，每三个人中有两个认识，两个不认识，可以邀请多少人？拉姆齐理论表明，最多有五个人可以参加这样的聚会。或者，假设给定一个有限的非零整数集，尽可能多地标记一些整数，并满足任意两个整数的和不能被标记。看起来（不论给什么整数）我们总是可以标记至少其中的三分之一。